# Staples (azienda)
Staples è una società statunitense di prodotti di cancelleria ed ufficio con sede a Framingham in Massachusetts. Fu fondata nel 1986 da Leo Kahn e Thomas Stemberg.